# Frankrigs U/18-fodboldlandshold
| Navn                        | Équipe de France de football des moins de 18 ans |
| Kaldenavn                   | Les Bleus                                        |
| Forbund                     | Fédération Française de Football                 |
| Sammenslutning              | UEFA                                             |
| Træner                      | Ludovic Batelli                                  |
| Spillerdragter              |                                                  |
| \| Hjemmebane \| Udebane \| |                                                  |
| Hjemmebane                  | Udebane                                          |

Frankrigs U/18-fodboldlandshold består af de bedste franske fodboldspillere der er 18 år gamle eller yngre udvalgt af FFF

## Sejre
- Europamesterskabet :
  - Vinder af 1983
  - Vinder af 1996
  - Vinder af 1997
  - Vinder af 2000

## Trænere
- 2004-2005 : Philippe Bergeroo
- 2005-2007 : n.c.
- 2007 : François Blaquart
- 2007-2008 : Erick Mombaerts
- 2008-2009 : Francis Smerecki
- 2009-2010 : Philippe Bergeroo
- 2010-2011 : Pierre Mankowski
- 2011 : Philippe Bergeroo
- 2011-2012 : Francis Smerecki
- 2013-2014 : Pierre Mankowski
- siden 2014 : Ludovic Batelli

## Kendte spillere fra U18
- Benoît Cheyrou (1999-2000)
- Steven Joseph-Monrose (2007)
- Emmanuel Rivière (2007)
- Gilles Sunu (2008)